# Czariwne (obwód kirowohradzki)
Czariwne (ukr. Чарівне) – wieś na Ukrainie, w obwodzie kirowohradzkim, w rejonie kropywnyckim, w hromadzie Ketrysaniwka. W 2001 liczyła 695 mieszkańców, spośród których 661 wskazało jako ojczysty język ukraiński, 17 rosyjski, a 17 mołdawski.